# بيرت ديلماس
بيرت ديلماس (بالإنجليزية: Bert Delmas)‏ هو لاعب كرة قاعدة أمريكي، ولد في 20 مايو 1911 في سان فرانسيسكو في الولايات المتحدة، وتوفي في 4 ديسمبر 1979 في شاطئ هنتنغتون في الولايات المتحدة.

## وصلات خارجية
- بيرت ديلماس على موقعبيزبول رفرنس.كوم (الدوري الرئيسي) (الإنجليزية)
- بيرت ديلماس على موقعبيزبول رفرنس.كوم (الدوري الثانوي) (الإنجليزية)